# Original Album Classics (samlingsbox, 2008)
Original Album Classics är en samlingsbox av den svenska singer-songwritern Sophie Zelmani från 2008 som innehåller hennes fem första studioalbum. Den ingår i serien Original Album Classics, skapad av Sony Music med femskivorsboxar till lågpris.
2010 gav man ut ännu en samlingsbox på Sony Music med samma titel, fast med tre album istället för fem.

## Innehåll
Boxen innehåller följande fem studioalbum:
1. Sophie Zelmani (1995)
2. Precious Burden (1998)
3. Time to Kill (1999)
4. Sing and Dance (2002)
5. Love Affair (2003)